# Memorial Cup 1923
Der Memorial Cup 1923 war die fünfte Austragung des gleichnamigen Turniers. Teilnehmende Mannschaften waren als Meister ihrer jeweiligen Ligen die Kitchener Colts (Ontario Hockey Association) und die University of Manitoba (Manitoba Junior Hockey League). Der Turniermodus sah zwei Partien vor, in denen der Sieger ausschließlich anhand der erzielten Tore ermittelt wurde.
Die University of Manitoba gewann bei ihrer ersten und einzigen Finalteilnahme nach zwei Spielen mit 14:6 Toren den Memorial Cup. Das Turnier wurde in Toronto ausgetragen.

## Ergebnisse
Im ersten Spiel der Serie stand es nach dem ersten Drittel 2:2 unentschieden. Im zweiten Spielabschnitt traf die University of Manitoba fünf Mal, Murray Murdock erzielte dabei vier Tore in Folge. Schiedsrichter dieser Partie war Lionel Conacher.
| 22. März 1923 | University of Manitoba | 7:3 (2:2, 5:0, 0:1) | Kitchener Colts | Arena Gardens, Toronto |

Auch das zweite Spiel der Serie gewann Manitoba mit 7:3. Murray Murdock erzielte in diesem Spiel fünf Tore für seine Mannschaft. Damit erzielte er neun der insgesamt 14 von der University of Manitoba erzielten Tore.
| 26. März 1923 | University of Manitoba | 7:3 (-:-, -:-, -:-) | Kitchener Colts | Arena Gardens, Toronto |

## Memorial-Cup-Sieger
Die Mannschaft der University of Manitoba bestand aus den Spielern A. Chapman, C. S. Doupe, „Nip“ Johnson, Jack Mitchell, Bob Moulden, Murray Murdock, Art Puttee, F. Robertson, Blake Watson, Alston „Stony“ Wise und Clare Williams. Der Manager des Teams war R. Bruce, trainiert wurde die Mannschaft von Hal Moulden.

## Anmerkung
1. ↑  Der Name wird auch als Murray Murdoch angegeben.